# Lijst van parochies van het bisdom Gent
Het bisdom Gent omvat de parochies in Belgische provincie Oost-Vlaanderen. Deze parochies zijn gegroepeerd in 10 dekenaten (tem 15 augustus 2016 waren ze nog gegroepeerd in 34 dekenaten).
De onderstaande lijst geeft een overzicht van de parochies. Per parochie wordt de naam gegeven (dit is ook de naam van de patroonheilige); het dorp, gehucht of wijk dat met de parochie overeenkomt; de administratieve gemeente waarin de parochie (grotendeels) ligt; en de kerk.

## Dekenaat Aalst
Het dekenaat Aalst omvat de gemeente Aalst met zijn deelgemeenten, de gemeenten Haaltert, Denderleeuw en Ninove. De nieuwe parochies zijn Aalst (Hopparochies), Aalst (Linkeroever), Aalst (Rechteroever), Denderleeuw/Haaltert, Erpe/Mere en Ninove.
| Vroegere parochie                         | Stad/dorp/wijk                          | Gemeente    | Kerk                                 |
| Parochie Aalst (Hopparochies)             |                                         |             |                                      |
| Sint-Margriet                             | Baardegem                               | Aalst       | Sint-Margrietkerk                    |
| Onze-Lieve-Vrouw Hemelvaart               | Erembodegem                             | Aalst       |                                      |
| Sint-Walburga                             | Meldert                                 | Aalst       | Sint-Walburgakerk                    |
| Sint-Martinus                             | Moorsel                                 | Aalst       | Sint-Martinuskerk                    |
| Parochie Aalst (Linkeroever)              |                                         |             |                                      |
| Sint-Martinus                             | Aalst                                   | Aalst       | Sint-Martinuskerk                    |
| Sint-Anna                                 | Aalst                                   | Aalst       |                                      |
| Sint-Antonius van Padua                   | Aalst                                   | Aalst       |                                      |
| Sint-Jozef                                | Aalst                                   | Aalst       |                                      |
| Sint-Jozef                                | Terjoden (Erembodegem)                  | Aalst       |                                      |
| Sint-Martinus                             | Gijzegem                                | Aalst       | Sint-Martinuskerk                    |
| Onze-Lieve-Vrouw Hemelvaart               | Hofstade                                | Aalst       | Onze-Lieve-Vrouw-Hemelvaartkerk      |
| Onze-Lieve-Vrouw Hemelvaart en Sint-Jozef | Nieuwerkerken Edixvelde (Nieuwerkerken) | Aalst       | Sint-Jozefkerk                       |
| Parochie Aalst (Rechteroever)             |                                         |             |                                      |
| Heilig Hart                               | Aalst                                   | Aalst       | Heilig-Hartkerk                      |
| Onze-Lieve-Vrouw-van-Bijstand             | Aalst                                   | Aalst       | Onze-Lieve-Vrouw van Bijstandkerk    |
| Sint-Jan-Evangelist                       | Aalst                                   | Aalst       |                                      |
| Sint-Paulus en Onze-Lieve-Vrouw ter rozen | Aalst                                   | Aalst       |                                      |
| Onze-Lieve-Vrouw Hemelvaart               | Herdersem                               | Aalst       | Kerk van Onze-Lieve-Vrouw Hemelvaart |
| Parochie Denderleeuw/Haaltert             |                                         |             |                                      |
| Sint-Amandus                              | Denderleeuw                             | Denderleeuw |                                      |
| Jozef van Nazareth                        | Hemelrijk (Denderleeuw)                 | Denderleeuw |                                      |
| Onze-Lieve-Vrouw ter Nood                 | Huissegem (Denderleeuw)                 | Denderleeuw |                                      |
| Sint-Anna                                 | Leeuwbrug (Denderleeuw)                 | Denderleeuw |                                      |
| Sint-Amandus                              | Iddergem                                | Denderleeuw |                                      |
| Sint-Pietersbanden                        | Welle                                   | Denderleeuw |                                      |
| Sint-Gorik                                | Haaltert                                | Haaltert    |                                      |
| Sint-Amandus                              | Denderhoutem                            | Haaltert    | Sint-Amanduskerk                     |
| Sint-Amandus                              | Heldergem                               | Haaltert    | Sint-Amanduskerk                     |
| Sint-Martinus                             | Kerksken                                | Haaltert    | Sint-Martinuskerk                    |
| Parochie Erpe-Mere                        |                                         |             |                                      |
| Sint-Niklaas                              | Aaigem                                  | Erpe-Mere   | Sint-Niklaaskerk                     |
| Sint-Martinus                             | Bambrugge                               | Erpe-Mere   | Sint-Martinuskerk                    |
| Sint-Martinus                             | Burst                                   | Erpe-Mere   | Sint-Martinuskerk                    |
| Sint-Pietersbanden                        | Erondegem                               | Erpe-Mere   | Sint-Pietersbandenkerk               |
| Sint-Martinus                             | Erpe                                    | Erpe-Mere   | Sint-Martinuskerk                    |
| Sint-Bavo                                 | Mere                                    | Erpe-Mere   | Sint-Bavokerk                        |
| Sint-Paulus' Bekering                     | Ottergem                                | Erpe-Mere   | Sint-Paulus-Bekeringkerk             |
| Sint-Lambertus                            | Vlekkem                                 | Erpe-Mere   | Sint-Lambertuskerk                   |
| Parochie Ninove                           |                                         |             |                                      |
| Onze-Lieve-Vrouw Hemelvaart               | Ninove                                  | Ninove      | Onze-Lieve-Vrouw-Hemelvaartkerk      |
| Heilige Theresia van het Kind Jezus       | Ninove                                  | Ninove      |                                      |
| Sint-Gertrudis                            | Appelterre-Eichem                       | Ninove      |                                      |
| Sint-Amandus                              | Aspelare                                | Ninove      | Sint-Amanduskerk Aspelare            |
| Sint-Petrus                               | Denderwindeke                           | Ninove      | Sint-Pieterskerk Denderwindeke       |
| Onze-Lieve-Vrouw Lichtmis                 | Lieferinge                              | Ninove      | Onze-Lieve-Vrouwekerk                |
| Sint-Petrus                               | Meerbeke                                | Ninove      | Sint-Petruskerk                      |
| Sint-Amandus                              | Nederhasselt                            | Ninove      | Sint-Amanduskerk Nederhasselt        |
| Sint-Margriet                             | Neigem                                  | Ninove      | Sint-Margrietkerk                    |
| Onze-Lieve-Vrouw Presentatie              | Okegem                                  | Ninove      | OLV Presentatie Okegem               |
| Sint-Amandus                              | Outer                                   | Ninove      | Sint-Amanduskerk                     |
| Sint-Antonius van Padua                   | Lebeke (Outer)                          | Ninove      | Sint-Antonius van Padua              |
| Sint-Christoffel                          | Pollare                                 | Ninove      | Sint-Kristoffelkerk Pollare          |
| Sint-Pietersbanden                        | Voorde                                  | Ninove      | Sint-Pietersbanden                   |

## Dekenaat Deinze
Het dekenaat Deinze omvat de gemeente Deinze met zijn landelijke dorpjes, en de gemeenten Aalter, Zulte, Nazareth, Nevele, Gavere, De Pinte en Sint-Martens-Latem. De nieuwe parochies zijn Aalter/Nevele, Deinze, Pinte/Sint-Martens-Latem, Gavere/Nazareth en Zulte.
| Vroegere parochie                             | Stad/dorp/wijk      | Gemeente           | Kerk                                                |
| Parochie Aalter/Nevele                        |                     |                    |                                                     |
| Sint-Cornelius                                | Aalter              | Aalter             | Sint-Corneliuskerk                                  |
| Heilige Godelieve                             | Aalter-Brug         | Aalter             | Sint-Godelievekerk                                  |
| Onze-Lieve-Vrouw Hulp der Christenen          | Sint-Maria-Aalter   | Aalter             |                                                     |
| Onze-Lieve-Vrouw                              | Bellem              | Aalter             | Onze-Lieve-Vrouwekerk                               |
| Heilig Kruis                                  | Lotenhulle          | Aalter             | Heilig Kruiskerk                                    |
| Sint-Lambertus                                | Poeke               | Aalter             | Sint-Lambertuskerk                                  |
| Sint-Mauritius-en-Gezellen                    | Nevele              | Nevele             | Sint-Mauritius-en-Gezellenkerk                      |
| Sint-Petrus en Sint-Paulus                    | Hansbeke            | Nevele             | Sint-Petrus en Sint-Pauluskerk                      |
| Sint-Blasius en Sint-Margriet                 | Landegem            | Nevele             | Sint-Blasius en Sint-Margrietkerk                   |
| Sint-Radegundis                               | Merendree           | Nevele             | Sint-Radegundiskerk                                 |
| Sint-Laurentius                               | Poesele             | Nevele             | Sint-Laurentiuskerk                                 |
| Sint-Eligius                                  | Vosselare           | Nevele             | Sint-Eligiuskerk                                    |
| Parochie Deinze                               |                     |                    |                                                     |
| Onze-Lieve-Vrouw                              | Deinze              | Deinze             | Onze-Lieve-Vrouwekerk                               |
| Sint-Martinus en Sint-Antonius Abt            | Deinze              | Deinze             |                                                     |
| Sint-Amandus en Sint-Job                      | Astene              | Deinze             | Sint-Amandus en Sint-Jobkerk                        |
| Sint-Petrus en Sint-Paulus                    | Bachte              | Deinze             | Sint-Petrus en Pauluskerk                           |
| Onze-Lieve-Vrouw en Sint-Jan                  | Bachte-Maria-Leerne | Deinze             | Kerk van Onze-Lieve-Vrouw en Sint-Jan               |
| Sint-Martinus en Sint-Eutropius               | Gottem              | Deinze             | Sint-Martinis en Sint-Eutropiuskerk                 |
| Sint-Jan Baptist                              | Grammene            | Deinze             | Sint-Jan Baptistkerk                                |
| Sint-Niklaas                                  | Meigem              | Deinze             | Sint-Niklaaskerk                                    |
| Sint-Paulus                                   | Petegem-aan-de-Leie | Deinze             |                                                     |
| Sint-Martinus                                 | Sint-Martens-Leerne | Deinze             | Sint-Martinuskerk                                   |
| Sint-Bartholomeus                             | Vinkt               | Deinze             |                                                     |
| Sint-Agnes                                    | Wontergem           | Deinze             |                                                     |
| Sint-Amandus                                  | Zeveren             | Deinze             |                                                     |
| Parochie De Pinte/Sint-Martens-Latem          |                     |                    |                                                     |
| Sint-Niklaas van Tolentijn                    | De Pinte            | De Pinte           | Sint-Niklaas van Tolentijnkerk                      |
| Onze-Lieve-Vrouw                              | Zevergem            | De Pinte           | Onze-Lieve-Vrouwkerk                                |
| Sint-Martinus                                 | Sint-Martens-Latem  | Sint-Martens-Latem | Sint-Martinuskerk                                   |
| Sint-Aldegondis                               | Deurle              | Sint-Martens-Latem | Sint-Aldegondiskerk                                 |
| Parochie Gavere/Nazareth                      |                     |                    |                                                     |
| Sint-Amandus                                  | Gavere              | Gavere             |                                                     |
| Sint-Martinus                                 | Asper               | Gavere             | Sint-Martinuskerk                                   |
| Sint-Bavo                                     | Baaigem             | Gavere             | Sint-Bavokerk                                       |
| Sint-Petrus                                   | Dikkelvenne         | Gavere             | Sint-Petruskerk                                     |
| Sint-Pietersbanden                            | Semmerzake          | Gavere             | Sint-Pietersbandenkerk                              |
| Sint-Martinus                                 | Vurste              | Gavere             | Sint-Martenskerk                                    |
| Onze-Lieve-Vrouw Geboorte                     | Nazareth            | Nazareth           |                                                     |
| Sint-Amandus                                  | Eke                 | Nazareth           | Sint-Amanduskerk                                    |
| Parochie Zulte                                |                     |                    |                                                     |
| Sint-Petrus en Sint-Paulus                    | Zulte               | Zulte              |                                                     |
| Sint-Michiel, Sint-Cornelius en Sint-Ghislain | Machelen            | Zulte              | Sint-Michiel-, Sint-Cornelius- of Sint-Ghislainkerk |
| Sint-Petrus                                   | Olsene              | Zulte              |                                                     |

## Dekenaat Dendermonde
Het dekenaat Dendermonde omvat de gemeenten Dendermonde met zijn deelgemeenten, Zele, Berlare en Lebbeke en Buggenhout. De nieuwe parochies zijn Berlare/Zele, Buggenhout/Lebbeke en Dendermonde.
| Vroegere parochie                          | Stad/dorp/wijk                           | Gemeente    | Kerk                                      |
| Parochie Berlare/Zele                      |                                          |             |                                           |
| Sint-Martinus                              | Berlare                                  | Berlare     | Sint-Martinuskerk                         |
| Onze-Lieve-Vrouw Hemelvaart                | Overmere                                 | Berlare     | Onze-Lieve-Vrouw Hemelvaartkerk           |
| Sint-Pietersbanden                         | Uitbergen                                | Berlare     | Sint-Pietersbandenkerk                    |
| Sint-Ludgerus                              | Zele                                     | Zele        | Sint-Lutgeruskerk                         |
| Heilig Hart                                | Durmen                                   | Zele        | Heilig Hartkerk                           |
| Sint-Jozef en Sint-Antonius                | Heikant                                  | Zele        | Sint-Jozef en Sint-Antonius van Paduakerk |
| Sint-Jozef                                 | Huivelde                                 | Zele        |                                           |
| Onze-Lieve-Vrouw van 7 Weeën               | Kouter                                   | Zele        |                                           |
| Parochie Buggenhout/Lebbeke                |                                          |             |                                           |
| Onze-Lieve-Vrouw Geboorte                  | Lebbeke                                  | Lebbeke     | Onze-Lieve-Vrouw-Geboortekerk             |
| Heilig Kruis                               | Minnestraat (Lebbeke)                    | Lebbeke     |                                           |
| Heilige Johannes Vianey                    | Heizijde (Lebbeke)                       | Lebbeke     | Sint Johannes Maria Vianneykerk           |
| Sint-Martinus                              | Denderbelle                              | Lebbeke     | Sint-Martinuskerk                         |
| Sint-Salvator                              | Wieze                                    | Lebbeke     | Sint-Salvatorkerk                         |
| Sint-Niklaas                               | Buggenhout                               | Buggenhout  | Sint-Niklaaskerk                          |
| Sint-Amandus                               | Opdorp                                   | Buggenhout  |                                           |
| Sint-Gerardus Majella                      | Opstal                                   | Buggenhout  |                                           |
| Parochie Dendermonde                       |                                          |             |                                           |
| Sint-Apollonia                             | Appels                                   | Dendermonde |                                           |
| Sint-Ursmarus                              | Baasrode                                 | Dendermonde |                                           |
| Onze-Lieve-Vrouw Hemelvaart                | Briel (Baasrode)                         | Dendermonde | Maria-Tenhemelopnemingkerk                |
| Sint-Gertrudis                             | Vlassenbroek (Baasrode)                  | Dendermonde | Sint-Gertrudiskerk                        |
| Onze-Lieve-Vrouw                           | Dendermonde                              | Dendermonde | Onze-Lieve-Vrouwekerk                     |
| Sint-Gillis-Binnen                         | Dendermonde                              | Dendermonde | Sint-Gillis-Binnenkerk                    |
| Sint-Jozef Arbeider                        | Dendermonde                              | Dendermonde | Sint-Jozef Arbeiderkerk                   |
| Sint-Margareta                             | Grembergen                               | Dendermonde |                                           |
| Sint-Aldegonde                             | Mespelare                                | Dendermonde | Sint-Aldegondekerk                        |
| Onze-Lieve-Vrouw Hemelvaart                | Oudegem                                  | Dendermonde |                                           |
| Onze-Lieve-Vrouw van 7 Weeën en Sint-Jozef | Schoonaarde                              | Dendermonde | Onze-Lieve-Vrouw van Zeven Weeënkerk      |
| Sint-Gillis-Buiten                         | Sint-Gillis-bij-Dendermonde              | Dendermonde | Sint-Gillis-Buitenkerk                    |
| Onze-Lieve-Vrouw van Zwijveke              | Sint-Gillis-bij-Dendermonde              | Dendermonde | Onze-Lieve-Vrouw van Zwijvekekerk         |
| Sint-Lutgardis                             | Lutterzele (Sint-Gillis-bij-Dendermonde) | Dendermonde | Sint-Lutgardiskerk                        |

## Dekenaat Eeklo
Het dekenaat Eeklo omvat de gemeentes  Evergem, Zelzate, Assenede, Eeklo, Sint-Laureins, Kaprijke, Knesselare, Lievegem en Maldegem. De nieuwe parochies zijn Assenede/Evergem/Zelzate, Eeklo/Kaprijke/Sint-Laureins, Knesselare/Maldegem en Lievegem.
| Vroegere parochie                       | Stad/dorp/wijk                    | Gemeente      | Kerk                                  |
| Parochie Assenede/Evergem/Zelzate       |                                   |               |                                       |
| Sint-Petrus en Sint-Martinus            | Assenede                          | Assenede      | Sint-Petrus en Martinuskerk           |
| Onze-Lieve-Vrouw Onbevlekt              | 's Gravenjansdijk (Bassevelde)    | Assenede      | Onze-Lieve-Vrouw Onbevlektkerk        |
| Onze-Lieve-Vrouw Hemelvaart             | Bassevelde                        | Assenede      | Onze-Lieve-Vrouw Hemelvaartkerk       |
| Heilig Kruis                            | Boekhoute                         | Assenede      | Heilig Kruiskerk                      |
| Heilig Kruis en Onze-Lieve-Vrouw        | Oosteeklo                         | Assenede      | Heilig Kruis en Onze-Lieve-Vrouwkerk  |
| Sint-Christoffel                        | Evergem                           | Evergem       | Sint-Christoffelkerk                  |
| Heilig Hart                             | Belzele (Evergem)                 | Evergem       | Heilig Hartkerk                       |
| Sint-Petrus en Sint-Paulus              | Doornzele (Evergem)               | Evergem       | Sint-Petrus en Pauluskerk             |
| Onze-Lieve-Vrouw Hemelvaart             | Ertvelde                          | Evergem       | Onze-Lieve-Vrouw-HemelvaartKerk       |
| Onze-Lieve-Vrouw Geboorte               | Kluizen                           | Evergem       | Onze-Lieve-Vrouwekerk                 |
| Goddelijke Voorzienigheid               | Kerkbrugge-Langerbrugge (Evergem) | Evergem       | Kerk van de Goddelijke Voorzienigheid |
| Sint-Barbara                            | Rieme (Ertvelde)                  | Evergem       | Sint-Barbarakerk                      |
| Sint-Joris en Sint-Godelieve            | Sleidinge                         | Evergem       | Sint-Joris-en-Sint-Godelievekerk      |
| Onze-Lieve-Vrouw ten Troost             | Wippelgem (Evergem)               | Evergem       | Kerk van Onze-Lieve-Vrouw ten Troost  |
| Sint-Laurentius                         | Zelzate                           | Zelzate       | Sint-Laurentiuskerk                   |
| Sint-Antonius van Padua                 | Zelzate-West                      | Zelzate       | Sint-Antonius van Paduakerk           |
| Parochie Eeklo/Kaprijke/Sint-Laureins   |                                   |               |                                       |
| Sint-Vincentius Martelaar               | Eeklo                             | Eeklo         | Sint-Vincentiuskerk                   |
| Sint-Jozef Arbeider                     | Eeklo                             | Eeklo         | Sint-Jozef Arbeiderkerk               |
| Sint-Antonius van Padua                 | Balgerhoeke (Eeklo)               | Eeklo         | Sint-Antonius van Paduakerk           |
| Onze-Lieve-Vrouw Hemelvaart             | Oostveld (Eeklo)                  | Eeklo         | Onze-Lieve-Vrouw Hemelvaartkerk       |
| Onze-Lieve-Vrouw Hemelvaart             | Kaprijke                          | Kaprijke      | Onze-Lieve-Vrouw Hemelvaartkerk       |
| Sint-Gillis                             | Lembeke                           | Kaprijke      | Sint-Gilliskerk                       |
| Sint-Laurentius                         | Sint-Laureins                     | Sint-Laureins |                                       |
| Sint-Jan Baptist                        | Sint-Jan-in-Eremo                 | Sint-Laureins | Sint-Jan Baptistkerk                  |
| Sint-Margriet                           | Sint-Margriete                    | Sint-Laureins |                                       |
| Sint-Niklaas                            | Waterland-Oudeman                 | Sint-Laureins |                                       |
| Onze-Lieve-Vrouw Hemelvaart             | Watervliet                        | Sint-Laureins | Onze-Lieve-Vrouw Hemelvaartkerk       |
| Parochie Knesselare/Maldegem            |                                   |               |                                       |
| Sint-Willibrordus                       | Knesselare                        | Knesselare    |                                       |
| Sint-Medardus                           | Ursel                             | Knesselare    |                                       |
| Sint-Barbara                            | Maldegem                          | Maldegem      | Sint-Barbarakerk                      |
| Sint-Adrianus                           | Adegem                            | Maldegem      | Sint-Adrianuskerk                     |
| Sint-Jozef                              | Donk                              | Maldegem      | Sint-Jozefkerk                        |
| Sint-Vincentius a Paolo                 | Kleit                             | Maldegem      | Sint-Vincentiuskerk                   |
| Sint-Petrus en Sint-Paulus              | Middelburg                        | Maldegem      | Sint-Petrus en Sint-Pauluskerk        |
| Parochie Lovendegem/Waarschoot/Zomergem |                                   |               |                                       |
| Sint-Ghislenus                          | Waarschoot                        | Lievegem      | Sint-Ghislenuskerk                    |
| Sint-Martinus                           | Lovendegem                        | Lievegem      | Sint-Martinuskerk                     |
| Sint-Bavo                               | Vinderhoute                       | Lievegem      | Sint-Bavokerk                         |
| Sint-Martinus                           | Zomergem                          | Lievegem      | Sint-Martinuskerk                     |
| Sint-Jan Onthoofding                    | Oostwinkel                        | Lievegem      | Sint-Jans-Onthoofdingskerk            |
| Sint-Gengulphus                         | Ronsele                           | Lievegem      | Sint-Gangulfuskerk                    |
| Sint-Maurus                             | Beke                              | Lievegem      | Sint-Mauruskerk                       |

## Dekenaat Gent
Het dekenaat omvatte het volledige stadscentrum van de stad Gent en al zijn deelgemeenten. De nieuwe parochies zijn Gent-Centrum, Gent-Noord, Gent-Oost, Gent-West en Gent-Zuid.
| Vroegere parochie                | Stad/dorp/wijk                | Gemeente | Kerk                                 |
| Parochie Gent-Centrum            |                               |          |                                      |
| Sint-Anna                        | Gent                          | Gent     | Sint-Annakerk                        |
| Sint-Baafs                       | Gent                          | Gent     | Sint-Baafskathedraal                 |
| Sint-Elisabeth                   | Gent                          | Gent     | Sint-Elisabethkerk                   |
| Sint-Jacob                       | Gent                          | Gent     | Sint-Jacobskerk                      |
| Sint-Michiel                     | Gent                          | Gent     | Sint-Michielskerk                    |
| Sint-Niklaas                     | Gent                          | Gent     | Sint-Niklaaskerk                     |
| Sint-Stefanus                    | Gent                          | Gent     | Sint-Stefanuskerk                    |
| Onze-Lieve-Vrouw Presentatie     | Gent                          | Gent     | Kerk Onze-Lieve-Vrouw presentatie    |
| Sint-Antonius Abt                | Meulestede (Gent)             | Gent     | Sint-Antonius Abtkerk                |
| Sint-Antonius van Padua          | Heirnis (Gent)                | Gent     | Sint-Antonius van Paduakerk          |
| Sint-Macharius                   | Gent                          | Gent     | Sint-Machariuskerk                   |
| Sint-Salvator (Heilige Kerst)    | Gent                          | Gent     | Heilige Kerstkerk                    |
| Sint-Theresia van Avila          | Muide (Gent)                  | Gent     | Sint-Theresia van Avilakerk          |
| Sint-Coleta                      | Gent                          | Gent     | Sint-Coletakerk                      |
| Onze-Lieve-Vrouw Sint-Pieters    | Gent                          | Gent     | Kerk Onze-Lieve-Vrouw Sint-Pieters   |
| Parochie Gent-Noord              |                               |          |                                      |
| Sint-Jozef                       | Gent                          | Gent     | Sint-Jozefskerk                      |
| Sint-Vincentius                  | Gent                          | Gent     | Sint-Vincentiuskerk                  |
| Heilig Hart                      | Kolegem (Mariakerke)          | Gent     | Heilig Hartkerk                      |
| Sint-Catharina                   | Wondelgem                     | Gent     | Sint-Catharinakerk                   |
| Sint-Godelieve                   | Wondelgem                     | Gent     | Sint-Godelievekerk                   |
| Parochie Gent-Oost               |                               |          |                                      |
| Sint-Amandus                     | Sint-Amandsberg               | Gent     | Sint-Amanduskerk                     |
| Heilig Hart                      | Sint-Amandsberg               | Gent     | Heilig Hartkerk                      |
| Heilige Bernadette               | Sint-Amandsberg               | Gent     | Sint-Bernadettekerk                  |
| Heilig Kruis                     | Westveld (Sint-Amandsberg)    | Gent     | Heilig Kruiskerk                     |
| Onze-Lieve-Vrouw                 | Oude Bareel (Sint-Amandsberg) | Gent     | Onze-Lieve-Vrouwekerk                |
| Sint-Lieven                      | Ledeberg                      | Gent     | Sint-Lievenskerk                     |
| Sint-Simon en Sint-Judas         | Gentbrugge                    | Gent     | Sint-Simon en Judaskerk              |
| Sint-Eligius                     | Gentbrugge                    | Gent     | Sint-Eligiuskerk                     |
| Sint-Antonius van Padua          | Gentbrugge                    | Gent     | Sint-Antonius van Paduakerk          |
| Parochie Gent-West               |                               |          |                                      |
| Sint-Jan Baptist                 | Gent                          | Gent     | Sint-Jan Baptistkerk                 |
| Sint-Theresia van het kind Jezus | Gent                          | Gent     | Sint-Theresia van het kind Jezuskerk |
| Onze-Lieve-Vrouw van de Vrede    | Malem (Gent)                  | Gent     | Onze-Lieve-Vrouw van de Vredekerk    |
| Sint-Martinus                    | Gent                          | Gent     | Sint-Martinuskerk                    |
| Sint-Gerulphus                   | Drongen                       | Gent     | Sint-Gerulphuskerk                   |
| Sint-Martinus                    | Baarle (Drongen)              | Gent     | Sint-Martinuskerk                    |
| Onze-Lieve-Vrouw                 | Luchteren (Drongen)           | Gent     | Onze-Lieve-Vrouwkerk                 |
| Onze-Lieve-Vrouw                 | Mariakerke                    | Gent     | Onze-Lieve-Vrouwkerk                 |
| Parochie Gent-Zuid               |                               |          |                                      |
| Christus Koning                  | Gent                          | Gent     | Christus Koningkerk                  |
| Sint-Paulus                      | Gent                          | Gent     | Sint-Pauluskerk                      |
| Sint-Pietersbuiten               | Gent                          | Gent     | Sint-Pietersbuitenkerk               |
| Sint-Jan Baptist                 | Afsnee                        | Gent     | Sint-Jan Baptistkerk                 |
| Sint-Denijs                      | Sint-Denijs-Westrem           | Gent     | Sint-Denijskerk                      |
| Sint-Niklaas                     | Zwijnaarde                    | Gent     | Sint-Niklaaskerk                     |

## Dekenaat Lokeren
Het dekenaat Lokeren omvat de gemeenten Lokeren, Moerbeke, Lochristi en Wachtebeke. De nieuwe parochies zijn Gent kanaalzone (Desteldonk, Mendonk, Oostakker, Sint-Kruis-Winkel)/Lochristi/Wachtebeke en Lokeren/Moerbeke.
| Vroegere parochie                                                                                 | Stad/dorp/wijk        | Gemeente   | Kerk                                |
| Parochie Gent kanaalzone (Desteldonk, Mendonk, Oostakker, Sint-Kruis-Winkel)/Lochristi/Wachtebeke |                       |            |                                     |
| Sint-Niklaas                                                                                      | Lochristi             | Lochristi  | Sint-Niklaaskerk                    |
| Sint-Daniël Profeet                                                                               | Beervelde             | Lochristi  | Sint-Daniëlkerk                     |
| Onze-Lieve-Vrouw Middelares                                                                       | Hijfte                | Lochristi  | Onze-Lieve-Vrouw Middelareskerk     |
| Onze-Lieve-Vrouw en Sint-Petrus                                                                   | Zaffelare             | Lochristi  | Onze-Lieve-Vrouw en Sint-Petruskerk |
| Sint-Eligius                                                                                      | Zeveneken             | Lochristi  | Sint-Eligiuskerk                    |
| Sint-Catharina                                                                                    | Wachtebeke            | Wachtebeke | Sint-Catharinakerk                  |
| Onze-Lieve-Vrouw Geboorte                                                                         | Overslag              | Wachtebeke | Onze-Lieve-Vrouw Geboortekerk       |
| Onze-Lieve-Vrouw Geboorte                                                                         | Desteldonk            | Gent       | Onze-Lieve-Vrouwekerk               |
| Sint-Bavo                                                                                         | Mendonk               | Gent       | Sint-Bavokerk                       |
| Sint-Amandus                                                                                      | Oostakker             | Gent       | Sint-Amanduskerk                    |
| Heilig Kruis                                                                                      | Sint-Kruis-Winkel     | Gent       | Heilig Kruiskerk                    |
| Parochie Lokeren/Moerbeke                                                                         |                       |            |                                     |
| Sint-Antonius-Abt                                                                                 | Moerbeke              | Moerbeke   |                                     |
| Sint-Filippus en Sint-Jacobus                                                                     | Koewacht              | Moerbeke   |                                     |
| Heilig Hart                                                                                       | Kruisstraat           | Moerbeke   | Heilig Hartkerk                     |
| Sint-Laurentius                                                                                   | Lokeren               | Lokeren    |                                     |
| Sint-Antonius van Padua                                                                           | Lokeren               | Lokeren    |                                     |
| Onze-Lieve-Vrouw Hulp der Christenen                                                              | Bergendries (Lokeren) | Lokeren    |                                     |
| Onze-Lieve-Vrouw                                                                                  | Daknam                | Lokeren    |                                     |
| Onze-Lieve-Vrouw Hemelvaart                                                                       | Eksaarde              | Lokeren    | Onze-Lieve-Vrouw Hemelvaartkerk     |
| Onze-Lieve-Vrouw                                                                                  | Doorslaar (Eksaarde)  | Lokeren    |                                     |
| Heilig Hart                                                                                       | Heiende (Lokeren)     | Lokeren    |                                     |
| Sint-Anna                                                                                         | Heirbrug (Lokeren)    | Lokeren    |                                     |
| Sint-Paulus                                                                                       | Oudenbos (Lokeren)    | Lokeren    | Sint-Pauluskerk                     |
| Sint-Jozef                                                                                        | Spoele (Lokeren)      | Lokeren    |                                     |

## Dekenaat Oudenaarde
Het dekenaat Oudenaarde omvat de gemeenten Horebeke, Zwalm, Kluisbergen Maarkedal, Kruishoutem, Wortegem-Petegem, Zingem, de stad Oudenaarde met zijn deelgemeenten en de stad Ronse. De nieuwe parochies zijn Horebeke/Oudenaarde (Ename, Mater, Nederename, Volkegem, Welden)/Zwalm, Kluisbergen/Maarkedal, Kruishoutem/Wortegem-Petegem/Zingem, Oudenaarde en Ronse.
| Vroegere parochie                                                               | Stad/dorp/wijk          | Gemeente         | Kerk                                     |
| Parochie Horebeke/Oudenaarde (Ename, Mater, Nederename, Volkegem, Welden)/Zwalm |                         |                  |                                          |
| Onze-Lieve-Vrouw Hemelvaart                                                     | Sint-Maria-Horebeke     | Horebeke         | Onze-Lieve-Vrouw Hemelvaartkerk          |
| Sint-Cornelius                                                                  | Sint-Kornelis-Horebeke  | Horebeke         | Sint-Corneliuskerk                       |
| Sint-Andreas                                                                    | Beerlegem               | Zwalm            | Sint-Andreaskerk                         |
| Sint-Pietersbanden                                                              | Dikkele                 | Zwalm            | Sint-Pietersbandenkerk                   |
| Sint-Amandus                                                                    | Hundelgem               | Zwalm            | Sint-Amanduskerk                         |
| Sint-Martinus                                                                   | Meilegem                | Zwalm            | Sint-Martinuskerk                        |
| Sint-Mattheus                                                                   | Munkzwalm               | Zwalm            | Sint-Mattheuskerk                        |
| Allerheiligen                                                                   | Nederzwalm-Hermelgem    | Zwalm            |                                          |
| Sint-Gangulfus                                                                  | Paulatem                | Zwalm            | Sint-Gangulfuskerk                       |
| Sint-Dionysius                                                                  | Roborst                 | Zwalm            | Sint-Dionysiuskerk                       |
| Onze-Lieve-Vrouw Bezoeking                                                      | Rozebeke                | Zwalm            | Onze-Lieve-Vrouwekerk                    |
| Sint-Blasius                                                                    | Sint-Blasius-Boekel     | Zwalm            |                                          |
| Sint-Dionysius                                                                  | Sint-Denijs-Boekel      | Zwalm            |                                          |
| Onze-Lieve-Vrouw van Zeven Weeën                                                | Sint-Maria-Latem        | Zwalm            | Onze-Lieve-Vrouw van Zeven Weeënkerk     |
| Sint-Laurentius                                                                 | Ename                   | Oudenaarde       | Sint-Laurentiuskerk                      |
| Sint-Martinus                                                                   | Mater                   | Oudenaarde       | Sint-Martinuskerk Mater                  |
| Sint-Vedastus                                                                   | Nederename              | Oudenaarde       | Sint-Vedastuskerk Nederename             |
| Sint-Martinus                                                                   | Volkegem                | Oudenaarde       | Sint-Martinuskerk Volkegem               |
| Sint-Martinus                                                                   | Welden                  | Oudenaarde       | Sint-Martinuskerk Welden                 |
| Parochie Kluisbergen/Maarkedal                                                  |                         |                  |                                          |
| Onze-Lieve-Vrouw van de Carmel                                                  | Berchem                 | Kluisbergen      | Onze-Lieve-Vrouw van de Carmelkerk       |
| Sint-Amandus                                                                    | Kwaremont               | Kluisbergen      | Sint-Amanduskerk                         |
| Sint-Cornelius                                                                  | Ruien                   | Kluisbergen      | Sint-Corneliuskerk                       |
| Sint-Jan in de Olie                                                             | Zulzeke                 | Kluisbergen      | Sint Jan in de Olie                      |
| Sint-Britius                                                                    | Etikhove                | Maarkedal        | Sint-Britiuskerk                         |
| Onze-Lieve-Vrouw van La Salette                                                 | Louise-Marie (Etikhove) | Maarkedal        | Onze-Lieve-Vrouw van La Salettekerk      |
| Sint-Petrus                                                                     | Kerkem                  | Maarkedal        | Sint-Petruskerk Kerkem                   |
| Sint-Eligius                                                                    | Maarke                  | Maarkedal        | Sint-Eligiuskerk Maarke                  |
| Onze-Lieve-Vrouw Hemelvaart                                                     | Nukerke                 | Maarkedal        | Onze-Lieve-Vrouw-Hemelvaartskerk Nukerke |
| Sint-Petrus                                                                     | Schorisse               | Maarkedal        | Sint-Petruskerk Schorisse                |
| Parochie Kruishoutem/Wortegem-Petegem/Zingem                                    |                         |                  |                                          |
| Sint-Eligius                                                                    | Kruishoutem             | Kruishoutem      | Sint-Eligiuskerk                         |
| Onze-Lieve-Vrouw van Bijstand                                                   | Lozer                   | Kruishoutem      | Onze-Lieve-Vrouw van Bijstandskerk       |
| Sint-Ursmarus                                                                   | Nokere                  | Kruishoutem      | Sint-Ursmaruskerk                        |
| Sint-Machutus                                                                   | Wannegem-Lede           | Kruishoutem      | Sint-Machutuskerk                        |
| Sint-Denijs                                                                     | Lede (Wannegem-Lede)    | Kruishoutem      |                                          |
| Sint-Maurus                                                                     | Elsegem                 | Wortegem-Petegem |                                          |
| Onze-Lieve-Vrouw van Geboorte                                                   | Wortegem                | Wortegem-Petegem | Onze-Lieve-Vrouw van Geboortekerk        |
| Sint-Pietersstoel                                                               | Moregem                 | Wortegem-Petegem | Sint-Pietersstoelkerk                    |
| Sint-Martinus                                                                   | Petegem-aan-de-Schelde  | Wortegem-Petegem | Sint-Martinus                            |
| Sint-Amandus                                                                    | Ooike                   | Wortegem-Petegem | Sint-Amanduskerk                         |
| Sint-Bavo                                                                       | Zingem                  | Zingem           |                                          |
| Sint-Petrus en Sint-Urbanus                                                     | Huise                   | Zingem           | Sint-Petrus en Sint-Urbanuskerk          |
| Sint-Jan Baptist                                                                | Ouwegem                 | Zingem           | Sint-Jan Baptistkerk                     |
| Parochie Oudenaarde                                                             |                         |                  |                                          |
| Sint-Walburga                                                                   | Oudenaarde              | Oudenaarde       | Sint-Walburgakerk                        |
| Onze-Lieve-Vrouw Geboorte                                                       | Pamele (Oudenaarde)     | Oudenaarde       | Onze-Lieve-Vrouwekerk                    |
| Sint-Jozef                                                                      | Oudenaarde              | Oudenaarde       | Sint-Jozefskerk                          |
| Sint-Petrus                                                                     | Bevere                  | Oudenaarde       | Sint-Petruskerk                          |
| Sint-Martinus                                                                   | Edelare                 | Oudenaarde       | Sint-Martinuskerk Edelare                |
| Sint-Eligius                                                                    | Eine                    | Oudenaarde       | Sint-Eligiuskerk                         |
| Sint-Martinus                                                                   | Melden                  | Oudenaarde       | Sint-Martinuskerk                        |
| Sint-Hilarius                                                                   | Mullem                  | Oudenaarde       | Sint-Hilariuskerk                        |
| Sint-Amandus                                                                    | Heurne                  | Oudenaarde       | Sint-Amanduskerk Heurne                  |
| Sint-Amandus                                                                    | Leupegem                | Oudenaarde       | Sint-Amanduskerk Leupegem                |
| Parochie Ronse                                                                  |                         |                  |                                          |
| Sint-Hermes                                                                     | Ronse                   | Ronse            | Sint-Hermeskerk                          |
| Sint-Antonius van Padua                                                         | Ronse                   | Ronse            |                                          |
| Sint-Martinus                                                                   | Ronse                   | Ronse            |                                          |
| Sint-Petrus                                                                     | Ronse                   | Ronse            |                                          |
| Onze-Lieve-Vrouw van Bijstand                                                   | De Klijpe (Ronse)       | Ronse            |                                          |

## Dekenaat Sint-Niklaas
Het dekenaat Sint-Niklaas omvat de gemeenten Beveren, Hamme, Waasmunster, Temse, Kruibeke, Sint-Gillis-Waas, Stekene en Sint-Niklaas, maar ook de gemeente Zwijndrecht in de provincie Antwerpen, op de linkeroever van de Schelde. De nieuwe parochies zijn Beveren/Zwijndrecht, Hamme/Waasmunster, Kruibeke/Temse, Sint-Gillis-Waas/Stekene en Sint-Niklaas.
| Vroegere parochie                              | Stad/dorp/wijk             | Gemeente         | Kerk                                     |
| Parochie Beveren/Zwijndrecht                   |                            |                  |                                          |
| Sint-Martinus                                  | Beveren                    | Beveren          |                                          |
| Onze-Lieve-Vrouw van Bijstand                  | Beveren                    | Beveren          |                                          |
| Sint-Jan-Evangelist                            | Beveren                    | Beveren          |                                          |
| Onze-Lieve-Vrouw Hemelvaart                    | Doel                       | Beveren          | Onze-Lieve-Vrouw Hemelvaartkerk          |
| Sint-Jacobus de Meerdere                       | Haasdonk                   | Beveren          |                                          |
| Sint-Petrus en Sint-Paulus                     | Kallo                      | Beveren          | Sint-Petrus en Pauluskerk                |
| Sint-Michiel                                   | Kieldrecht                 | Beveren          | Sint-Michielskerk                        |
| Onze-Lieve-Vrouw Hemelvaart                    | Melsele                    | Beveren          | O.L.V.Hemelvaartkerk                     |
| Sint-Engelbertus                               | Prosperpolder (Kieldrecht) | Beveren          | Sint-Engelbertuskerk                     |
| Sint-Laurentius                                | Verrebroek                 | Beveren          |                                          |
| Heilig Kruis                                   | Vrasene                    | Beveren          |                                          |
| Heilig Kruis                                   | Zwijndrecht                | Zwijndrecht      | Heilig Kruiskerk                         |
| Sint-Martinus                                  | Burcht                     | Zwijndrecht      | Sint-Martinuskerk                        |
| Parochie Hamme/Waasmunster                     |                            |                  |                                          |
| Sint-Pietersbanden                             | Hamme                      | Hamme            | Sint-Pietersbandenkerk                   |
| Heilig Hart                                    | Hamme                      | Hamme            | Heilig Hartkerk                          |
| Heilige Familie                                | Hamme                      | Hamme            | Heilige Familiekerk                      |
| Sint-Anna                                      | Sint-Anna (Hamme)          | Hamme            | Sint-Annakerk                            |
| Onze-Lieve-Vrouw Hulp der Christenen           | Zogge (Hamme)              | Hamme            | Onze-Lieve-Vrouw Hulp der Christenenkerk |
| Sint-Martinus                                  | Moerzeke                   | Hamme            | Sint-Martinuskerk                        |
| Sint-Jozef                                     | Kastel (Moerzeke)          | Hamme            | Sint-Jozefskerk                          |
| Onze-Lieve-Vrouw en Sint-Petrus en Sint-Paulus | Waasmunster                | Waasmunster      | Onze-Lieve-Vrouwkerk                     |
| Sint-Jan Baptist                               | Ruiter                     | Waasmunster      | Sint-Jan Baptistkerk                     |
| Sint-Rochus                                    | Sombeke                    | Waasmunster      | Sint-Rochuskerk                          |
| Onze-Lieve-Vrouw ten Hemel Opgenomen           | Kruibeke                   | Kruibeke         |                                          |
| Parochie Kruibeke/Temse                        |                            |                  |                                          |
| Sint-Petrus                                    | Bazel                      | Kruibeke         |                                          |
| Onze-Lieve-Vrouw Bezoeking                     | Rupelmonde                 | Kruibeke         |                                          |
| Onze-Lieve-Vrouw                               | Temse                      | Temse            |                                          |
| Heilig Hart                                    | Cauwerburg (Temse)         | Temse            | Heilig Hartkerk                          |
| Sint-Margriet                                  | Elversele                  | Temse            |                                          |
| Christus Koning                                | Hollebeek (Temse)          | Temse            | Christus Koningkerk                      |
| Sint-Jan Evangelist                            | Steendorp                  | Temse            |                                          |
| Sint-Petrus                                    | Tielrode                   | Temse            |                                          |
| Sint-Jozef                                     | Velle (Temse)              | Temse            | Sint-Jozefskerk                          |
| Sint-Gillis                                    | Sint-Gillis-Waas           | Sint-Gillis-Waas |                                          |
| Parochie Sint-Gillis-Waas/Stekene              |                            |                  |                                          |
| Onze-Lieve-Vrouw Hemelvaart en Sint-Antonius   | De Klinge                  | Sint-Gillis-Waas | Onze-Lieve-Vrouw Hemelvaartkerk          |
| Sint-Paulus                                    | Sint-Pauwels               | Sint-Gillis-Waas |                                          |
| Sint-Cornelius                                 | Meerdonk                   | Sint-Gillis-Waas | Sint-Corneliuskerk                       |
| Heilige Kruis                                  | Stekene                    | Stekene          | Heilig Kruiskerk                         |
| Onze-Lieve-Vrouw Bijstand                      | Hellestraat (Stekene)      | Stekene          |                                          |
| Sint-Jacobus                                   | Kemzeke                    | Stekene          | Sint-Jacobuskerk                         |
| Onze-Lieve-Vrouw Onbevlekt Ontvangen           | Klein Sinaai               | Stekene          |                                          |
| Parochie Sint-Niklaas                          |                            |                  |                                          |
| Sint-Niklaas                                   | Sint-Niklaas               | Sint-Niklaas     | Sint-Nicolaaskerk                        |
| Christus Koning                                | Sint-Niklaas               | Sint-Niklaas     | Christus Koningkerk                      |
| Heilig Hart                                    | Sint-Niklaas               | Sint-Niklaas     | Heilig Hartkerk                          |
| Heilige Familie                                | Sint-Niklaas               | Sint-Niklaas     | Heilige Familiekerk                      |
| Onze-Lieve-Vrouw Hulp der Christenen           | Sint-Niklaas               | Sint-Niklaas     | Onze-Lieve-Vrouwekerk                    |
| Sint-Jan de Doper                              | Sint-Niklaas               | Sint-Niklaas     | Sint-Jan de Doperkerk                    |
| Sint-Johannes-Bosco                            | Sint-Niklaas               | Sint-Niklaas     | Don Boscokerk                            |
| Sint-Jozef                                     | Sint-Niklaas               | Sint-Niklaas     | Sint-Jozefskerk                          |
| Sint-Andreas en Sint-Ghislenus                 | Belsele                    | Sint-Niklaas     | Sint-Andreas en Sint-Ghislenuskerk       |
| Sint-Job                                       | Puivelde (Belsele)         | Sint-Niklaas     | Sint-Jobkerk                             |
| Onze-Lieve-Vrouw ten Bos                       | Nieuwkerken-Waas           | Sint-Niklaas     | Onze-Lieve-Vrouw ten Boskerk             |
| Sint-Catharina                                 | Sinaai                     | Sint-Niklaas     | Sint-Catharinakerk                       |

## Dekenaat Wetteren
Het dekenaat Wetteren omvat de gemeenten Destelbergen Melle, Wetteren, Laarne, Wichelen, Lede Oosterzele en Merelbeke. De nieuwe parochies zijn Destelbergen/Melle, Laarne/Wetteren, Lede/Wichelen en Merelbeke/Oosterzele.
| Vroegere parochie                    | Stad/dorp/wijk              | Gemeente     | Kerk                                     |
| Parochie Destelbergen/Melle          |                             |              |                                          |
| Onze-Lieve-Vrouw ter Sneeuw          | Destelbergen                | Destelbergen | Kerk van Onze-Lieve-Vrouw ter Sneeuw     |
| Sint-Pius X                          | Eenbeekeinde (Destelbergen) | Destelbergen | Heilige Pius X-kerk                      |
| Heilig Kruis                         | Heusden                     | Destelbergen | Heilig Kruiskerk                         |
| Sint-Martinus                        | Melle                       | Melle        | Sint-Martinuskerk                        |
| Onze-Lieve-Vrouw Onbevlekt           | Vogelhoek (Melle)           | Melle        | Onze-Lieve-Vrouw Onbevlektkerk           |
| Sint-Bavo                            | Gontrode                    | Melle        |                                          |
| Onze-Lieve-Vrouw van de Rozenkrans   | Flora                       | Merelbeke    | Onze-Lieve-Vrouw van de Rozenkranskerk   |
| Parochie Laarne/Wetteren             |                             |              |                                          |
| Sint-Macharius                       | Laarne                      | Laarne       |                                          |
| Sint-Denijs                          | Kalken                      | Laarne       |                                          |
| Sint-Gertrudis                       | Wetteren                    | Wetteren     | Sint-Gertrudiskerk                       |
| Christus Koning                      | Wetteren                    | Wetteren     | Christus Koningkerk                      |
| Heilig Hart                          | Kwatrecht                   | Wetteren     | Heilig Hartkerk                          |
| Sint-Martinus                        | Massemen                    | Wetteren     | Sint-Martinuskerk                        |
| Heilige Theresia van het Kind Jezus  | Overbeke                    | Wetteren     | Sint-Theresiakerk                        |
| Onze-Lieve-Vrouw ten Hemel Opgenomen | Overschelde                 | Wetteren     | Onze-Lieve-Vrouw ten Hemel Opgenomenkerk |
| Sint-Anna                            | Ten Ede                     | Wetteren     | Sint-Annakerk                            |
| Sint-Martinus                        | Westrem                     | Wetteren     | Sint-Martinuskerk                        |
| Parochie Lede/Wichelen               |                             |              |                                          |
| Sint-Gertrudis                       | Wichelen                    | Wichelen     | Sint-Gertrudiskerk                       |
| Sint-Jan Onthoofding                 | Schellebelle                | Wichelen     | Sint-Jan Onthoofdingskerk                |
| Sint-Denijs                          | Serskamp                    | Wichelen     | Sint-Denijskerk                          |
| Sint-Denijs                          | Impe                        | Lede         | Sint-Denijskerk                          |
| Sint-Martinus                        | Lede                        | Lede         | Sint-Martinuskerk                        |
| Sint-Martinus                        | Oordegem                    | Lede         | Sint-Martinuskerk                        |
| Sint-Pharaïldis                      | Smetlede                    | Lede         | Sint-Pharaïldiskerk                      |
| Sint-Bavo                            | Wanzele                     | Lede         | Sint-Bavokerk                            |
| Parochie Merelbeke/Oosterzele        |                             |              |                                          |
| Sint-Pietersbanden                   | Merelbeke                   | Merelbeke    | Sint-Pietersbandenkerk                   |
| Sint-Anna                            | Bottelare                   | Merelbeke    | Sint-Annakerk                            |
| Sint-Aldegondis                      | Lemberge                    | Merelbeke    | Sint-Aldegondiskerk                      |
| Sint-Stefanus                        | Melsen                      | Merelbeke    |                                          |
| Sint-Bonifatius                      | Munte                       | Merelbeke    | Sint-Bonifatiuskerk                      |
| Sint-Martinus                        | Schelderode                 | Merelbeke    | Sint-Martinus                            |
| Sint-Gengulphus                      | Oosterzele                  | Oosterzele   |                                          |
| Sint-Martinus                        | Balegem                     | Oosterzele   | Sint Martinus                            |
| Sint-Bavo                            | Gijzenzele                  | Oosterzele   | Sint-Bavo                                |
| Sint-Agatha                          | Landskouter                 | Oosterzele   | Sint-Agatha                              |
| Sint-Amandus                         | Moortsele                   | Oosterzele   | Sint-Amandus                             |
| Sint-Christoffel                     | Scheldewindeke              | Oosterzele   |                                          |

## Dekenaat Zottegem
Het dekenaat Zottegem omvat de gemeenten Brakel, Lierde, Geraardsbergen en zijn deelgemeenten, Herzele en Sint-Lievens-Houtem. Daarnaast omvat het ook nog de Sint-Machariuskerk uit het Leedse gehucht Papegem die in de gemeente Lede staat maar bij de Vlierzeelse parochie Sint-Fledericus hoort. De nieuwe parochies zijn Brakel/Lierde, Geraardsbergen, Herzele/Sint-Lievens-Houtem en Zottegem.
| Vroegere parochie                                                         | Stad/dorp/wijk        | Gemeente                 | Kerk                                             |
| Parochie Brakel/Lierde                                                    |                       |                          |                                                  |
| Sint-Apollonia                                                            | Elst                  | Brakel                   | Sint-Apolloniakerk                               |
| Onze-Lieve-Vrouw                                                          | Everbeek-Beneden      | Brakel                   | Onze-Lieve-Vrouwkerk                             |
| Sint-Jozef                                                                | Everbeek-Boven        | Brakel                   |                                                  |
| Sint-Sebastiaan                                                           | Michelbeke            | Brakel                   | Sint-Sebastiaanskerk                             |
| Sint-Pietersbanden                                                        | Nederbrakel           | Brakel                   |                                                  |
| Sint-Maarten                                                              | Opbrakel              | Brakel                   | Sint-Maartenskerk                                |
| Sint-Lambertus                                                            | Parike                | Brakel                   | Sint-Lambertuskerk                               |
| Sint-Ursmarus                                                             | Zegelsem              | Brakel                   | Sint-Ursmaruskerk                                |
| Sint-Ursmarus                                                             | Deftinge              | Lierde                   | Sint-Ursmaruskerk                                |
| Sint-Jan-de-Doper                                                         | Hemelveerdegem        | Lierde                   | Sint-Jan Baptist                                 |
| Sint-Magdalena                                                            | Sint-Maria-Lierde     | Lierde                   |                                                  |
| Sint-Maarten                                                              | Sint-Martens-Lierde   | Lierde                   |                                                  |
| Parochie Geraardsbergen                                                   |                       |                          |                                                  |
| Sint-Bartholomeus                                                         | Geraardsbergen        | Geraardsbergen           | Sint-Bartholomeuskerk                            |
| Sint-Bavo                                                                 | Goeferdinge           | Geraardsbergen           | Sint-Bavokerk                                    |
| Onze-Lieve-Vrouw                                                          | Grimminge             | Geraardsbergen           |                                                  |
| Sint-Pietersbanden                                                        | Idegem                | Geraardsbergen           |                                                  |
| Onze-Lieve-Vrouw Hemelvaart                                               | Moerbeke              | Geraardsbergen           |                                                  |
| Sint-Macharius                                                            | Nederboelare          | Geraardsbergen           |                                                  |
| Sint-Jan-de-Doper                                                         | Nieuwenhove           | Geraardsbergen           |                                                  |
| Sint-Maarten                                                              | Onkerzele             | Geraardsbergen           |                                                  |
| Sint-Pietersbanden                                                        | Ophasselt             | Geraardsbergen           |                                                  |
| Sint-Aldegonde                                                            | Overboelare           | Geraardsbergen           | Sint-Aldegondiskerk                              |
| Sint-Amandus                                                              | Schendelbeke          | Geraardsbergen           | Sint-Amanduskerk                                 |
| Sint-Mattheus                                                             | Smeerebbe-Vloerzegem  | Geraardsbergen           |                                                  |
| Sint-Amandus                                                              | Viane                 | Geraardsbergen           |                                                  |
| Sint-Amandus                                                              | Waarbeke              | Geraardsbergen           | Sint-Amanduskerk                                 |
| Onze-Lieve-Vrouw                                                          | Zandbergen            | Geraardsbergen           | Onze Lieve Vrouwkerk                             |
| Onze-Lieve-Vrouw                                                          | Zarlardinge           | Geraardsbergen           | Onze-Lieve-Vrouwkerk                             |
| Parochie Herzele/Sint-Lievens-Houtem                                      |                       |                          |                                                  |
| Sint-Antonius-Abt                                                         | Borsbeke              | Herzele                  | Sint-Antonius Abt-kerk                           |
| Sint-Maarten                                                              | Herzele               | Herzele                  | Sint-Martinuskerk                                |
| Sint-Bartholomeus                                                         | Hillegem              | Herzele                  | Sint-Bartholomeuskerk                            |
| Sint-Mauritius                                                            | Ressegem              | Herzele                  | Sint-Mauritiuskerk                               |
| Sint-Gertrudis                                                            | Sint-Antelinks        | Herzele                  | Sint-Gertrudis                                   |
| Sint-Maarten                                                              | Sint-Lievens-Esse     | Herzele                  | Sint-Maartenskerk.                               |
| Onze-Lieve-Vrouw Hemelvaart                                               | Steenhuize-Wijnhuize  | Herzele                  | O.L.V.-Hemelvaartkerk                            |
| Sint-Maarten                                                              | Woubrechtegem         | Herzele                  |                                                  |
| Sint-Onkomena (Sint-Ontkommer)                                            | Bavegem               | Sint-Lievens-Houtem      | Sint-Onkomenakerk                                |
| Heilige Kruisverheffing                                                   | Letterhoutem          | Sint-Lievens-Houtem      | Heilige Kruisverheffing                          |
| Sint-Michiel                                                              | Sint-Lievens-Houtem   | Sint-Lievens-Houtem      | Sint-Michielskerk                                |
| Sint-Fledericus Sint-Macharius, annex-kerk van de Sint-Fledericusparochie | Vlierzele Papegem     | Sint-Lievens-Houtem Lede | Sint Machariuskerk                               |
| Sint-Stefanus' Vinding                                                    | Zonnegem              | Sint-Lievens-Houtem      | Sint Stefanus Vindingkerk                        |
| Onze-Lieve-Vrouw Hemelvaart                                               | Zottegem              | Zottegem                 | Onze-Lieve-Vrouw Hemelvaartkerk                  |
| Heilig Hart                                                               | Bevegem (Zottegem)    | Zottegem                 | Heilig Hartkerk                                  |
| Onze-Lieve-Vrouw Geboorte en Sint-Jozef                                   | Elene                 | Zottegem                 | Onze-Lieve-Vrouw-Geboorte- en Heilige Jozefskerk |
| Sint-Pietersbanden                                                        | Erwetegem             | Zottegem                 |                                                  |
| Sint-Paulus' Bekering                                                     | Godveerdegem          | Zottegem                 |                                                  |
| Sint-Pietersbanden en Sint-Berlindis                                      | Grotenberge           | Zottegem                 | Sint-Pietersbanden en Sint Berlindiskerk         |
| Sint-Amandus                                                              | Leeuwergem            | Zottegem                 | Sint-Amanduskerk                                 |
| Sint-Maarten                                                              | Oombergen             | Zottegem                 | Sint-Maartenskerk                                |
| Sint-Gorik                                                                | Sint-Goriks-Oudenhove | Zottegem                 | Sint-Gorikskerk                                  |
| Onze-Lieve-Vrouw Hemelvaart                                               | Sint-Maria-Oudenhove  | Zottegem                 | Onze-Lieve-Vrouw-Hemelvaartkerk                  |
| Sint-Andreas                                                              | Strijpen              | Zottegem                 | Sint-Andreaskerk                                 |
| Sint-Maarten                                                              | Velzeke-Ruddershove   | Zottegem                 | Sint-Maartenskerk                                |

## Indeling voor 15 augustus 2016

### Dekenaat Aalst
Het dekenaat Aalst omvatte de gemeente Aalst met zijn deelgemeenten.

### Dekenaat Beveren
Het dekenaat Beveren omvatte de gemeente Beveren, maar ook de gemeente Zwijndrecht in de provincie Antwerpen, op de linkeroever van de Schelde.

### Dekenaat Deinze
Het dekenaat Deinze omvatte de gemeente Deinze met zijn landelijke dorpjes, en de gemeente Zulte.

### Dekenaat Dendermonde
Het dekenaat Dendermonde omvatte de gemeente Dendermonde met zijn deelgemeenten.

### Dekenaat Eeklo
Het dekenaat Eeklo omvatte de gemeente Eeklo, Sint-Laureins, Kaprijke en Waarschoot, met uitzondering van het gehucht Beke.

### Dekenaat Evergem
Het dekenaat Evergem omvatte de gemeenten Evergem, Zelzate en Assenede.

### Dekenaat Gent-Stad
Het dekenaat Gent-Stad ontstond in 2005 door de fusie van de dekenaten Gent-Centrum, Gent-Noord en Gent-Zuid. Het dekenaat omvatte het volledige stadscentrum van de stad Gent.

### Dekenaat Gent-Rand
Het dekenaat Gent-Rand omvatte een aantal dorpen en deelgemeenten net ten zuiden en ten westen van het stadscentrum van Gent.

### Dekenaat Geraardsbergen
Het dekenaat Geraardsbergen omvatte de gemeente Geraardsbergen en zijn deelgemeenten.

### Dekenaat Haaltert
Het dekenaat Haaltert omvatte de gemeenten Haaltert en Denderleeuw, maar maakt nu deel uit van het dekenaat Aalst.

### Dekenaat Hamme
Het dekenaat Hamme omvatte de gemeenten Hamme en Waasmunster.

### Dekenaat Herzele
Het dekenaat Herzele omvatte de gemeenten Herzele en Sint-Lievens-Houtem. Daarnaast omvatte het ook nog de Sint-Machariuskerk uit het Leedse gehucht Papegem die in de gemeente Lede staat maar bij de Vlierzeelse parochie Sint-Fledericus hoort.

### Dekenaat Kruishoutem
Het dekenaat Kruishoutem omvatte de gemeenten Kruishoutem, Wortegem-Petegem en Zingem.

### Dekenaat Lebbeke
Het dekenaat omvatte de gemeenten Lebbeke en Buggenhout.

### Dekenaat Lede
Het dekenaat Lede omvatte de gemeenten Erpe-Mere en Lede met uitzondering van de Sint-Machariuskerk in het Leedse gehucht Papegem die bij het dekenaat van Herzele hoort.

### Dekenaat Ledeberg
Het dekenaat Ledeberg omvatte de Gentse deelgemeenten Ledeberg en Gentbrugge en de gemeenten Destelbergen en Melle. Tot het dekenaat behoort ook de parochie in de wijk Flora, een wijk in het noorden van Merelbeke, die vlak bij de Gentse agglomeratie ligt.

### Dekenaat Lochristi
Het dekenaat Lochristi omvatte de gemeenten Lochristi en Wachtebeke.

### Dekenaat Lokeren
Het dekenaat Lokeren omvatte de gemeenten Lokeren en Moerbeke.

### Dekenaat Maldegem
Het dekenaat Maldegem omvatte de gemeenten Maldegem, Aalter en Knesselare.

### Dekenaat Nazareth
Het dekenaat Nazareth omvatte de gemeenten Nazareth, Gavere, De Pinte en Sint-Martens-Latem.

### Dekenaat Nederbrakel
Het dekenaat Nederbrakel omvatte de gemeenten Brakel en Lierde.

### Dekenaat Ninove
Het dekenaat Ninove omvatte de gemeent Ninove, maar maakt nu deel uit van het dekenaat Aalst.

### Dekenaat Oosterzele
Het dekenaat Oosterzele omvatte de gemeenten Oosterzele en Merelbeke.

### Dekenaat Oudenaarde
Het dekenaat Oudenaarde omvatte de stad Oudenaarde met zijn deelgemeenten.

### Dekenaat Ronse
Het dekenaat Ronse omvatte de stad Ronse en de gemeenten Kluisbergen en Maarkedal.

### Dekenaat Sint-Amandsberg
Het dekenaat Sint-Amandsberg omvatte een aantal dorpen in Gent, meer bepaald de dorpen in het oosten van de stad, en de Gentse dorpjes ten oosten van het havengebied en het kanaal Gent-Terneuzen.

### Dekenaat Sint-Gillis-Waas
Het dekenaat Sint-Gillis-Waas omvatte de gemeenten Sint-Gillis-Waas en Stekene.

### Dekenaat Sint-Maria-Horebeke
Het dekenaat Sint-Maria-Horebeke omvatte de gemeenten Horebeke en Zwalm.

### Dekenaat Sint-Niklaas
Het dekenaat Sint-Niklaas omvatte de gemeente Sint-Niklaas.

### Dekenaat Temse
Het dekenaat Temse omvatte de gemeenten Temse en Kruibeke.

### Dekenaat Wetteren
Het dekenaat Wetteren omvatte de gemeenten Wetteren, Laarne en Wichelen.

### Dekenaat Zele
Het dekenaat Zele omvatte de gemeenten Zele en Berlare.

### Dekenaat Zomergem
Het dekenaat Zomergem omvatte de gemeenten Zomergem, Lovendegem en Nevele. Tot het dekenaat behoorde ook het gehuchtje Beke van Waarschoot. Waarschoot zelf behoorde tot het dekenaat Eeklo.

### Dekenaat Zottegem
Het dekenaat Zottegem omvatte de stad Zottegem met zijn deelgemeenten.